# Tuvalu települései

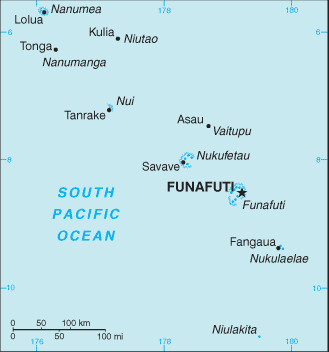
Tuvalu térképe

Lentebb látható Tuvalu falvainak listája. Az országban nincs város.
- Alapi
- Angafoulua
- Asau
- Fakai Fou
- Fenua Tapu
- Fongafale
- Senala
- Tanrake
- Tokelau
- Tumaseu
- Vaiaku